# Leiviskänsaaret
Leiviskänsaaret är en ö i Finland. Den ligger i sjön Pielisjärvi och i kommunen Juga i den ekonomiska regionen  Joensuu ekonomiska region  och landskapet Norra Karelen, i den centrala delen av landet, 400 km nordost om huvudstaden Helsingfors. Öns största längd är 410 meter i sydöst-nordvästlig riktning. Notera att namnet antyder att det är fråga om flera öar.